# محروم الذهب المختلف
محروم الذهب المختلف (الاسم العلمي: Abyarachryson)، جنس حشرات وحيد النوع من فصيلة خنافس طويلة القرون